# Adelheid von Friaul

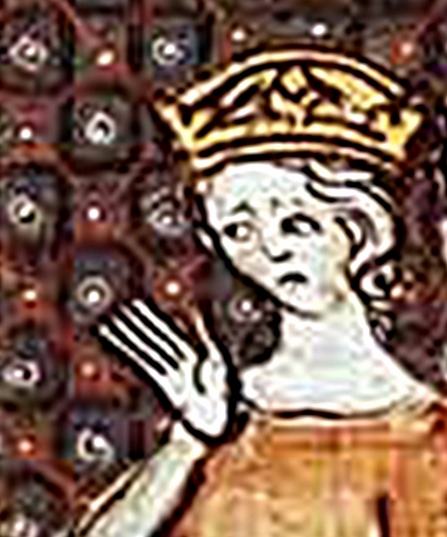
Adelheid von Friaul auf einem Bild aus dem 14. Jahrhundert

Adelheid von Friaul (auch: Adelheid von Paris; * um 855; † 18. November 901 in Laon) war die zweite Gemahlin des westfränkischen Königs Ludwig II. des Stammlers.

## Leben
Adelheid wurde, wie Karl Ferdinand Werner nachgewiesen hat, wohl als Tochter von Graf Adelhard, Markgraf von Friaul, geboren. Sie war demnach eine Urenkelin von Graf Beggo von Paris und dessen Gemahlin Alpaïs, einer illegitimen Tochter des Königs Ludwig I. des Frommen. Andere Quellen hingegen halten Alpaïs  für eine uneheliche Tochter Karls des Großen. Adelheid war somit Cousine oder Tante Ludwigs II.     
Karl der Kahle wählte Adelheid als Gemahlin für seinen Sohn Ludwig II., doch dieser hatte 862 in geheimer Zeremonie und gegen den Willen seines Vaters bereits Ansgard von Burgund geheiratet und mit ihr fünf Kinder gezeugt. Karl sorgte aber dafür, dass sein Sohn Ansgard irgendwann zwischen 866 und 877 verstieß. Daraufhin konnte die Hochzeit Ludwigs II. mit Adelheid gefeiert werden; diese Ehe ist aber erst für 878 bezeugt. Wie der Darstellung Hinkmars von Reims in dessen Annales Bertiniani zu entnehmen ist, weigerte sich Papst Johannes VIII., Adelheid im September 878 beim Konzil zu Troyes zu krönen.
Bereits am 10. April 879 starb Ludwig II. in Compiègne im Alter von 32 Jahren. Die schwangere Adelheid gebar nach seinem Tod am 17. September 879 ihren einzigen Sohn Karl III. den Einfältigen. Laut Karl Ferdinand  Werner lebte sie mit ihrem kleinen Sohn in den ersten Jahren ihrer Witwenschaft in der Obhut von Verwandten, nämlich am Hof Graf Ramnulfs II. von Poitou. Die verstoßene erste Gemahlin Ludwigs II., Ansgard, und ihre beiden Söhne Ludwig III. und Karlmann II. beschuldigten Adelheid des Ehebruchs, deren Sohn Karl somit illegitim sei. 
Ludwig III. und Karlmann II. folgten ihrem Vater als Könige, starben jedoch beide nach kurzen Regierungszeiten, ohne einen Erben zu hinterlassen. Als Karl III. 893 zum westfränkischen Gegenkönig ernannt wurde und schließlich 898 zum alleinigen König avancierte, trat seine Mutter Adelheid wieder mehr in Erscheinung. Sie ist nun wiederholt in Urkunden ihres Sohnes nachweisbar, zuletzt an 9. November 901. Sehr kurz danach, am 18. November 901, dürfte sie in Laon verstorben und wahrscheinlich in der Abtei Saint-Corneille in Compiègne begraben worden sein.

## Nachkommen
- Karl III., der Einfältige (879–929)